# Lužnice (Jindřichův Hradec-i járás)
Lužnice település Csehországban, a Jindřichův Hradec-i járásban. Lužnice Třeboň, Klec, Lomnice nad Lužnicí és Novosedly nad Nežárkou településekkel határos. Lakosainak száma 438 fő (2024. január 1.).

## Népesség
A település lakosságának változását az alábbi diagram mutatja:
| Lakosok száma | 613  | 690  | 544  | 435  | 351  | 366  | 422  | 417  | 424  | 438  |
|               | 1869 | 1890 | 1921 | 1950 | 1980 | 2001 | 2017 | 2019 | 2022 | 2024 |